# COVAX-19
COVAX-19 (o SpikoGen) és una vacuna contra la COVID-19 de subunitats proteiques basada en desenvolupada per la companyia biotecnològica amb seu a Austràlia Meridional, Vaxine. S'està realitzant un assaig clínic en col·laboració amb l'empresa iraniana CinnaGen.

## Autoritzacions
Autorització plena
     Autorització d'emergència
     Permesa per viatges
Emergència (1)
1. Iran[4]